# The Gift (canción de Seether)
«The Gift» es una canción de la banda sudafricana de metal alternativo Seether. Fue lanzado el 28 de febrero de 2006 como el tercer y último sencillo de su tercer álbum de estudio Karma and Effect (2005).

## Video musical
El video musical fue escrito y dirigido por Meiert Avis. El video trata sobre un hombre que mata a una niña en un accidente automovilístico en el sur de México. Cada año, en el Día de los Muertos, visita la cruz al costado de la carretera en el lugar donde ella murió y pasa la noche allí. Mientras tanto, el fantasma de una niña va a la ciudad con un curandero para visitar a su padre y hermana, con quienes el hombre había estado saliendo. Mientras conduce hacia la cruz, ve al fantasma caminando al costado de la carretera. El fantasma de la niña deja calaveras de caramelo, que representan su perdón, en la cama del hombre. El "regalo" es la vida que él tomó y el perdón que ella le da.
El video está acentuado con tomas de la banda tocando la canción en una habitación oscura, iluminada solo por bombillas colgantes.
El cantante principal Shaun Morgan ha descrito la canción como inspirada por su hija.

## Posicionamiento en lista
| Lista (2006)                         | Posición |
| ------------------------------------ | -------- |
| Canadá (Canada Rock)                 | 12       |
| República Checa Rock (IFPI)          | 17       |
| Estados Unidos (Mainstream Rock)     | 8        |
| Estados Unidos (Alternative Airplay) | 29       |